# Тајлертаун (Мисисипи)
Тајлертаун (енгл. Tylertown) град је у америчкој савезној држави Мисисипи.

## Демографија
По попису из 2010. године број становника је 1.609, што је 301 (-15,8%) становника мање него 2000. године.
| Група             | 2000.         | 2010.       |
| Белци             | 1.074 (56,2%) | 860 (53,4%) |
| Афроамериканци    | 791 (41,4%)   | 685 (42,6%) |
| Азијати           | 16 (0,8%)     | 12 (0,7%)   |
| Хиспаноамериканци | 21 (1,1%)     | 42 (2,6%)   |
| Укупно            | 1.910         | 1.609       |